# 梅松論
『梅松論』（ばいしょうろん）は、南北朝時代の歴史書もしくは軍記物語。全2巻。著者不明だが、室町幕府側の人物とされる。主に鎌倉時代後期の両統迭立期から元弘の乱・建武の新政・建武の乱・南北朝の内乱などを主題とし、金ヶ崎の戦い（延元2年/建武4年（1337年））までを描く。同時代を扱った書としては『太平記』と双璧をなす。成立年代について、古説は正平4年/貞和5年（1349年）とするが、新説は上限を正平13年/延文3年（1358年）・下限を正平16年/康安元年（1361年）とする。

## 概説
京都北野天満宮に参拝する人々に、老僧が語りかけるという、いわゆる「鏡物」の形式で描かれる。全体として、鎌倉幕府の治績から足利尊氏が政権を掌握するまでの過程を描く。上巻では、鎌倉時代末期の政治情勢（両統迭立）やその終焉、建武の新政と新田氏と足利氏の対立の様子が綴られ、建武の乱の第一次京都合戦の途中で終わる。下巻では、第一次京都合戦の途中から再開し、楠木正成の奮戦と金ヶ崎城の落城、天下平定の様子、さらに夢窓疎石による尊氏の人物評そして最後に足利将軍家の栄華を梅花に、子々繁栄を松の緑に喩えて書名の由来を述べ締めている。
一般に『太平記』は宮方（南朝）寄りで、『梅松論』は武家方（室町幕府・足利氏）寄りとされる。ただし、こうした見方は単純すぎるとして異論が無い訳でもない。

## 諸本
梅松論の写本には古本系と流布本系があり、諸本により異同が多いことで知られる。流布本は『群書類従』第20輯に収められている。古本系は、その一つの京大本（京都大学文学部博物館所蔵）が、1964年に『国語国文』33巻8–9号で初めて翻刻・紹介された。他に古本系に属するものとしては、天理図書館が所蔵する天理本、彰考館文庫が所蔵する寛正本（下巻のみ）がある。
古本系と流布本系の目立つ違いとしては、流布本系では細川氏に関する記事が多数追加されている。また、古本系では、語り手、聞き手、筆写者の三人によるやり取りも描かれ、物語としての趣も大きく異にする。

## 作者
著者は不明。かつては尊氏の側近の細川和氏や天台宗高僧の玄恵などに比定する説があったが、1997年時点では否定されている。しかし、和氏ではなくとも細川氏の一族の誰かであるという可能性はある。あるいは、臨済宗の高僧夢窓疎石に関係の深い人物とも推測されている。また、武田昌憲は少弐氏もしくはその関係者を推定する。
小秋元段は、『梅松論』古本と『太平記』古態本の類似点を指摘し、『梅松論』の著者は『原太平記』（『太平記』の初稿本、現存せず）を参考にしたことがあり、ある程度影響を受けたのではないか、と主張している。

## 成立年代
現存する全ての『梅松論』諸本は、元弘の乱で後醍醐天皇が隠岐島に流された事件（1332年）について、「過ニシ方廿余年ノ夢ナレハ」と書いており、これを素直に受け取るならば、1332年から20余年後に書かれた、言い換えれば1352年から1361年までに書かれたことになる。
しかし、19世紀後半の菅政友は、「廿余年」は「十余年」の誤記であろうとし、崇光天皇が即位に臨むまでの記事が書かれていることから、その即位年である貞和5年（1349年）成立であると結論付け、これが古説として通説となっていた。
一方、1930年ごろに五十嵐梅三郎が、1969年に小川信が旧説に疑問を呈するなど、異論も多かった。1979年には、矢代和夫・加美宏が『源威集』に『梅松論』の影響が見られることを指摘し、『梅松論』成立年代の下限を、『源威集』成立年代の上限である嘉慶年間（1387–1389年）に比定した。しかし、下限には下限を合わせなければ論理的には正しくない。したがって、『看聞日記紙背文書』の応永27年（1420年）11月13日の目録に『梅松論』が記されているのが、外部資料による確実な下限である。
そこで、1987年、武田昌憲は、成立年代をより限定するために、以下の点を指摘した。
- 後醍醐天皇隠岐配流から「廿余年」を素直に受け取れば、1352–1361年である[9]。
- 古本系統の京大本での足利方武将の登場回数を数えると、少弐氏71、細川氏45、高一族24と、少弐氏に偏っている[6][注釈 1]。仮にもし少弐氏ゆかりの人物が作者であるとしたら、少弐氏は観応の擾乱以降しばらく足利直冬および南朝に付いて戦い、のち1358年に幕府に帰順することから、1358年以降の執筆であろう[9]。
- 38歳で若死にした足利義詮に「永将軍」と書いているところを見ると、義詮が将軍に就任していた、1358–1367年の可能性が高い[10]。
- 一部の写本では光厳天皇が御名で記されていることから、「光厳院」の諡号が付く前の、1349–1364年（あるいは1357–1364年）の可能性が高い[9]。
- 細川氏に好意的に書かれていることから、細川清氏が執事に就任していた、1358–1361年の可能性が高い（次点で細川頼之が管領だった1367–1379年）[9]。

そして、以上から最も重なる部分として、1358–1361年説を唱えた。古説と新説は10年程度しか違わないので、一見すると些細な議論に思えるが、実際はこの間に南北朝時代最大の政治闘争の一つである観応の擾乱などが発生しているため、古説を採用するか新説を採用するかで、『梅松論』の政治的意図に関する解釈が大きく違ってくる。
以上の武田説は、小秋元段も「今日［引用者注：1994年］最も妥当な理解とされている」と追認している。

## 史料的価値
『梅松論』の分類は、「歴史書」とする立場と「軍記物」とする立場があるが、いずれにせよ史料としての信憑性は高いと考えられている。一般論として、完全な軍記物である『太平記』と記述が衝突した場合は、『梅松論』の方が信頼性に優るとされる。
無論、無条件に信頼して良い訳ではなく、他の古史料と同様、取り扱いには注意が求められる。たとえば、足利貞氏（尊氏の父）の死を2年ずらして、元弘3年/正慶2年（1333年）に父の喪に服す尊氏を北条氏が強制的に元弘の乱後半戦に出兵させたかのように描き、尊氏の鎌倉幕府裏切りを正当化するかのような作為が見られる。戦闘の細かい描写についても、稀に『太平記』の方が史実を反映している場合があり、例えば建武の乱の第一次京都合戦で、尊氏と新田義貞が交戦した場所が『太平記』巻第14では大渡、『梅松論』では宇治となっているが、一次史料も交えて比較すると、この場合は『太平記』の方が正しいと考えられている。

## 校訂本
- 内外書籍株式会社 編「梅松論 上」『新校群書類従』 16巻、内外書籍、1928年、100–121頁。doi:10.11501/1879789。NDLJP:1879789。
- 内外書籍株式会社 編「梅松論 下」『新校群書類従』 16巻、内外書籍、1928年、121-143頁。doi:10.11501/1879789。NDLJP:1879789。
- 『梅松論・源威集　新撰日本古典文庫』（矢代和夫・加美宏校注、現代思潮社、1975年／復刊：現代思潮新社、2010年）